# Baas Boppe Baas
Baas Boppe Baas was een Friestalige dramaserie, bedacht en geregisseerd door Steven de Jong. Van 2001 tot 2005 werd de serie, bestaande uit afleveringen van 30 minuten, uitgezonden door Omrop Fryslân. 

## Uitzendingen
De eerste serie werd vanaf 13 november 2001 uitgezonden. De in december uitgezonden afleveringen werden met 130.000 kijkers uitzonderlijk goed bekeken. Er kwam ook een tweede en derde serie en in het seizoen 2004-2005 volgde de vierde en laatste serie. Vanaf november 2004 werd de dramaserie met ondertiteling uitgezonden door Overijsselse regionale omroep RTV Oost waarna in 2005 de landelijke omroep KRO volgt.

## Hoofdpersonen
Baas Boppe Baas gaat over de conservatieve "pater familias" Beant Baas en zijn wat progressiever ingestelde familie, die wonen in een fictief Fries dorp: Libergom.

#### Beant Baas
Beant Baas (Rense Westra) is de hoofdpersoon van Baas Boppe Baas. Het is een dominante man met ouderwetse ideeën. Hij moppert veel en heeft snel zijn oordeel klaar. Af en toe kan hij ontdooien en wordt hij emotioneel.
Omdat hij vanwege zijn rug niet meer kan werken en in de WAO zit, heeft hij veel vrije tijd. Hij is actief als hoofdredacteur en columnist van de dorpskrant. Ook gaat hij graag naar het dorpscafé. Daar ontmoet hij zijn vrienden en neemt hij altijd een berenburgje. Soms neemt hij er wat te veel en dan moet je hem niet lastigvallen.

#### Joukje Baas
Joukje (Hilly Harms) is de vrouw van Beant. Ze probeert meestal te zorgen dat het thuis gezellig blijft. Er zijn vaak ruzies aan tafel en die probeert Joukje dan op te lossen. Meestal laat Joukje het mopperende gedrag van Beant over zich heen komen. Maar ze kan ook boos worden, en dat pakt verrassend uit, want dan is het ook menens. Joukje vindt dat Beant een te dikke pens heeft. Maar als Beant dat hoort, praat hij er snel overheen.

#### Sjoerd Baas
Sjoerd (Thijs Feenstra), de zoon van Beant en Joukje Baas, is dierenarts en heeft zijn praktijk aan huis. Hij houdt van grappen maken, maar houdt zich verder veel op de vlakte.

#### Talieta
Talieta (Meriyem Manders) is de vrouw van Sjoerd, dus Beant en Joukje zijn haar schoonouders. Talieta ligt voortdurend in conflict met Beant. Vooral aan tafel hebben ze altijd ruzie. Ze lokken het allebei uit, maar meestal wint Talieta de strijd, omdat de meeste mensen het dan met haar eens zijn. Talieta komt uit het Westen, en moet eigenlijk niets hebben van Friesland. Omdat ze zich helemaal niet prettig voelt op het Friese platteland, zeurt ze vaak. Eigenlijk doet ze zich voor als een klein, ontevreden kind. Talieta is de enige in de familie die niet Fries spreekt, maar Nederlands. 

#### Cynthia Baas
Cynthia (Thirza Koopmans) is de dochter van Sjoerd en Talieta. Ze is pas een jaar of 8 en wil al veel weten over de "grote mensenwereld". Cynthia kan Fries én Nederlands spreken, in tegenstelling tot haar moeder Talieta. Talieta stoort zich vaak aan het Fries van Cynthia. Gelukkig is Cynthia een heel lief meisje dat niet snel boos wordt. Cynthia raakt regelmatig verzeild in ruzies waarmee ze niet altijd wat te maken heeft.

#### Afke Baas
Afke (Lianne Zandstra) is de dochter van Beant & Joukje. Ze is voor in de dertig. Afke is lesbisch en heeft geen kinderen. In het begin kan Beant niet accepteren dat Afke lesbisch is. Hij vindt het een fout van de natuur. Later heeft hij er toch respect voor. Afke houdt van volleyballen en moet vaak wedstrijden spelen. Soms komt ze langs bij de familie Baas, want ze woont en werkt in Amsterdam. Vaak komt ze met vriendinnen thuis.

#### Bennie
Bennie (Wybe Bruinsma) is een jongen van een jaar of 17. Hij is altijd ruig gekleed. Hoewel Beant Baas daar helemaal niet voor is, kunnen hij en Bennie het altijd goed vinden met elkaar. Bennie is evenals Beant vaak te vinden in het dorpscafé.